# 与謝野町ひまわりフェスティバル
与謝野町ひまわりフェスティバル（よさのちょうひまわりフェスティバル）は、京都府与謝郡与謝野町で2017年まで毎年夏季に開催されていたイベント。与謝野町ひまわり実行委員会（事務局：リフレかやの里）の主催。1998年から2012年までは「ひまわり15万本」（ひまわり15まんぼん）というイベント名で開催されていた。
このイベントは、旧野田川町にあった亀山農事実行組合が、休耕田を有効的に活用できないかと考え始まったもの。野田川わーくぱる（与謝野町勤労者総合福祉センター・与謝野町商工会館）の東側にある休耕田約4.6haに、ひまわり約15万本を栽培した。
この約15万本ひまわりを活用した「巨大ひまわり迷路」や「ひまわり写生会」、「とうもろこし収穫体験」などが開催されるほか、休耕田を利用した「どろんこバレーボール大会」や「懐かしのかかしコンテスト」など、期間中様々な催しが実施され、多くの人でにぎわう。
2013年からは、「与謝野町ひまわりフェスティバル」に名前を変え、会場を野田川わーくぱるからリフレかやの里周辺（与謝野町金屋）に場所を移動して開催されている。また、主催の実行委員会の事務局も与謝野町役場商工観光課からリフレかやの里へと変更されている。
2018年2月、与謝野町は2017年をもってイベントを終了したと発表した。

## 開催概要
- 開催期間：毎年8月上旬の土曜日から明週の日曜日までの9日間、9時から17時
- 開催場所：リフレかやの里北側
- 所在地：京都府与謝郡与謝野町金谷
- 入場料：200円、小学生以下無料
- 駐車場：有（無料）
- アクセス
  - 山陰近畿自動車道与謝天橋立ICから国道176号で約15分
  - 京都丹後鉄道宮豊線与謝野駅からバスでリフレかやの里バス停下車

## 沿革
- 1998年（平成10年）：第1回目が開催される
- 2013年（平成25年）： イベント名を「ひまわり15万本」から「与謝野町ひまわりフェスティバル」へ変更される。